# Пластикове небо
«Пластикове небо» (угор. Müanyag égbolt) — угорсько-словацький науково-фантастичний, анімаційний фільм.
Прем'єра відбулася 17 лютого 2023 року на Берлінале.
У майбутньому людям дозволено жити лише 50 років, після чого вони повинні пожертвувати свої тіла для росту дерев. Коли жінка Нора вирішує піти з життя передчасно, її чоловік Стефан намагається за будь-яку ціну врятувати її й довідується про таємниці дерев.

## Сюжет
У 2123 році Земля непридатна для життя. Будапешт накрито куполом, але для виживання під ним бракує ресурсів. Тому всі, кому виповнилося 50 років, повинні померти, ставши субстратом для росту дерев, які забезпечують місто киснем. Стефан і Нора — подружжя, що втратило свого сина через хворобу. Законом заборонено народжувати після 30 років, тому вони не можуть завести другу дитину. Нора вирішує пожертвувати своє тіло дочасно, а Стефан намагається будь-якою ціною врятувати життя дружини.
Коли в людину імплантують насінину дерева, в неї є декілька годин попрощатися з рідними, після чого її відправляють у Поселення. Це місце розташоване на березі висохлого озера Балатон. Щоби врятувати дружину, Стефан звертається за допомогою до свого брата Марка. Той знайомить Стефана з чоловіком на прізвище Капітані, який дає Стефану фальшиві документи. З ними Стефан під виглядом психолога дізнається, що дерева в Поселенні зберігають риси людей і живуть близько 3-х років. Потім дерева необхідно спалювати, бо їхнє цвітіння виділяє отруйні спори.
Стефан переконується, що повинен знайти та врятувати Нору. Вчена Маду розповідає йому, що імплантовану насінину можна видалити до того, як вона проросте. Однак, необхідне обладнання є лише на віддаленій дослідницькій станції «Гранум» у розпорядженні професора Пауліка. Стефан вагається чи вдасться йому отримати це обладнання, бо Паулік — це сам винахідник імплантації насінин, який єдиний перевищив вік у 50 років і очевидно має велику владу. Зрештою Маду від'єднує Нору від системи імплантації та відвозить пару з Поселення. Маду демонструє, що імплантувала насінину собі в руку (а не в серце) задля експерименту і не може спинити її ріст. Тому вона наважується вирушити зі Стефаном і Норою на станцію «Гранум».
«Гранум», побудована на схилі Татр, безлюдна. Там є лише два старих дерева. Проте через деякий час до них звертається літній джентльмен, професор Паулік. Вчений стверджує, що не може витягти насінину з Нори. Тим часом з'ясовується, що Нора в змозі спілкуватися з деревами, які були донькою професора та її чоловіком. Нора усвідомлює, що в деревах зберігається особистість людей. Паулік пояснює, що спочатку кожній родині давалася насінина і люди самі вирішували кого перетворити на дерево. Проте, це призвело до злочинів, коли люди викрадали незнайомців, щоб пожертвувати їх замість своїх рідних. Тоді професор і запровадив поточну систему. Він зізнається, що може видалити насінину, та Нора тепер сама проти. Оскільки дерева на «Гранумі» квітнуть, професор спалює їх.
Стефан імплантує собі насінину і разом з Норою вирушає в гори, де вони перетворюються на дерева.

## В ролях
| Актор          | Роль   |
| -------------- | ------ |
| Жофія Самоші   | Нора   |
| Тамаш Керештес | Стефан |
| Жолт Надь      | Марк   |
| Шелл Юдіт      | Маду   |

## Номінації
На Берлінале фільм номінувався в категоріях «Найкращий фільм», «Найкращий режисер» і за спеціальний приз журі. Також фільм був номінований у конкурсі «Contrechamp» на фестивалі анімації в Аннесі 2023 і на премію Бернхарда Вікі й «Focus Future» на Міжнародному кінофестивалі Емдені-Нордерней у 2023 році.